# Cordilheira de Rätikon
A Cordilheira de Rätikon (em alemão:   Rätikon) - é um maciço montanhoso que se encontra na região de Vorarlberg da Áustria, no Liechtenstein, e no cantão dos Grisões da Suíça. O ponto mais alto é o Schesaplana com 2965 m.

## Localização
A Cordilheira de Rätikon tem, da mesma secção alpina, a leste os Alpes de Silvretta, de Samnau e de Verwal, e a sul os Alpes de Plessur.
De outras secções tem a morte os Pré-Alpes de Bregenz, e a oeste os Alpes Glaroneses.

## SOIUSA
A Subdivisão Orográfica Internacional Unificada do Sistema Alpino (SOIUSA) dividiu os Alpes em duas grandes Partes: Alpes Ocidentais e Alpes Orientais, separados pela linha formada pelo Rio Reno - Passo de Spluga - Lago de Como - Lago de Lecco.
Em conjunto formado pela cordilheira de Rätikon e pelos Alpes de Platta, Alpes de Albula, Alpes de Bernina, Alpes de Livigno, Alpes de Val Mustair, Alpes de Silvretta, de Samnau e de Verwal e Alpes de Plessur forma os Alpes Réticos ocidentais.

## Imagens

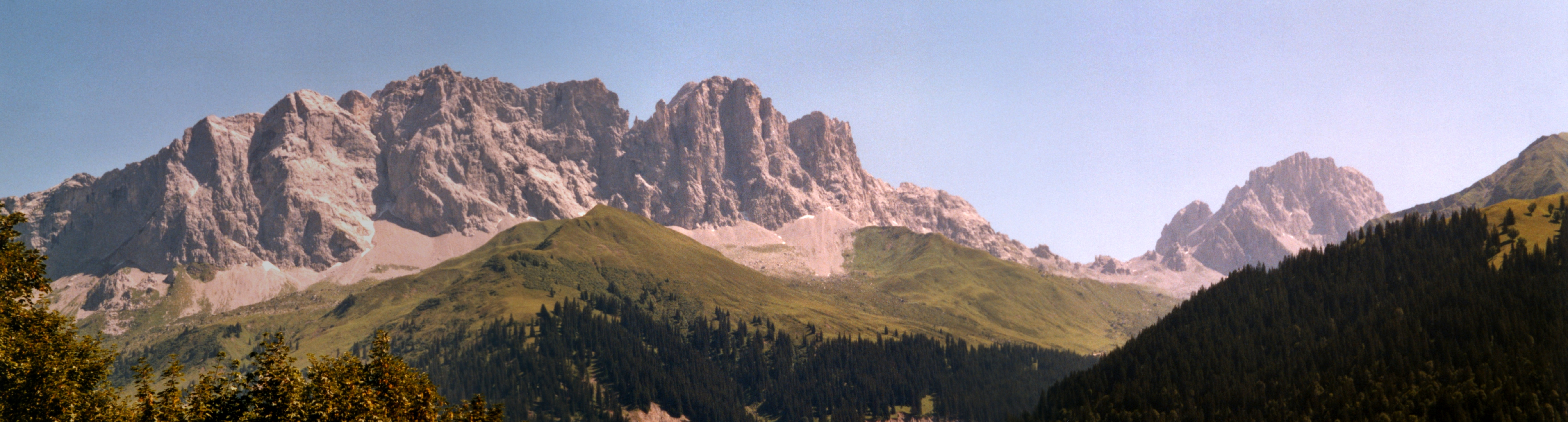
A cordilheira de Rätikon

### Classificação  SOIUSA
Segundo a SOIUSA este acidente geográfico é uma sub-secção alpina com as seguintes características:
- Parte = Alpes Orientais
- Grande sector alpino = Alpes Orientais-Centro
- Secção alpina = Alpes Réticos ocidentais
- Sub-secção alpina =  Cordilheira de Rätikon
- Código = II/A-15.VIII